# Prostějov hlavní nádraží
Prostějov hlavní nádraží (Prostějov főpályaudvar) egy csehországi vasútállomás, Prostějov városban, a központtól keletre.

## Vasútvonalak
Az állomást az alábbi vasútvonalak érintik:
- Prostějov–Chornice-vasútvonal
- Červenka–Prostějov-vasútvonal
- Nezamyslice–Olomouc-vasútvonal

## Szomszédos állomások
A vasútállomáshoz az alábbi állomások vannak a legközelebb:
- Prostějov místní nádraží (Červenka (train station), Prostějov–Chornice-vasútvonal, Červenka–Prostějov-vasútvonal)
- Bedihošť (Nezamyslice, Nezamyslice–Olomouc-vasútvonal)
- Vrahovice (Olomouc hlavní nádraží, Nezamyslice–Olomouc-vasútvonal)

## Fordítás
- Ez a szócikk részben vagy egészben  a   Prostějov hlavní nádraží című lengyel Wikipédia-szócikk fordításán alapul.  Az eredeti cikk szerkesztőit annak laptörténete sorolja fel. Ez a jelzés csupán a megfogalmazás eredetét és a szerzői jogokat jelzi, nem szolgál a cikkben szereplő információk forrásmegjelöléseként.